# 증보문헌비고
《증보문헌비고》(增補文獻備考)는 동국문헌비고의 증보판이다. 증보문헌비고는 총 250권의 방대한 분류서로 상고시대부터 조선시대까지 한국의 모든 제도와 문물을 16개 분야로 나누어 연대순으로 정리한 백과사전이자, 국가를 다스리는 데 필수적인 기초 문헌이었다. 《동국문헌비고》(東國文獻備考) 또는 《증정동국문헌비고》(增訂東國文獻備考)라고도 불린다.

## 개요
1770년(영조 46) 12월 왕명으로 문헌비고 찬집청을 설치하고 편찬을 시작하여 9개월 만인 이듬해 상위(象緯)·여지(輿地)·예·악(樂)·병·형(刑)·전부(田賦)·재용(財用)·시적(市糴)·선거(選擧)·학교·직관(職官)의 13고로 편찬하여 《동국문헌비고(東國文獻備考)》라는 이름으로 편찬 간행되었으나, 사실의 오류와 빠진 것 등이 많았다.

1782년(정조 6) 2월에 관청을 설치하지 않고 이만운(李萬運) 개인에게 일임하여 재 편찬에 들어가 1790년(정조 14) 《증정동국문헌비고(增訂東國文獻備考)》가 만들어졌으나, 정조 즉위 후의 사실이 많이 빠져 계속 보완·증보의 작업이 이어져 간행되지 못했다.
대한제국 이후 국가 제도가 크게 바뀌어 이를 반영시키기 위해 1903년(광무 7) 홍문관 안에 문헌비고 찬집청을 두고 증보작업에 착수하여 1907년(융희 원년) 12월 《증보문헌비고》 편찬 작업을 완료하였다. 이듬해 1908년(융희 2년) 50책으로 인쇄했다.
영조-정조 시대를 거쳐 고종 대에 이르는 140여 년의 기간에 걸쳐 홍봉한, 채제공, 신경준, 이만운, 김택영, 장지연 등 당대 최고의 학자들이 참여하여 편찬한 책으로 16고(考)로 구성되어 있다.

## 구성
- 상위고(象緯考): 권1~12
- 여지고(輿地考): 권13~39
- 제계고(帝系考): 권40~53
- 예고(禮考): 권54~89
- 악고(樂考): 권90~108
- 병고(兵考): 권109~126
- 형고(刑考): 권127~140
- 전부고(田賦考): 권141~153
- 재용고(財用考): 권154~160
- 호구고(戶口考): 권161~162
- 시적고(市糴考): 권163~170
- 교빙고(交聘考): 권171~183
- 선거고(選擧考): 권184~201
- 학교고(學校考): 권202~213
- 직관고(職官考): 권214~241
- 예문고(藝文考): 권242~250